# John Blow
John Blow (Newark-on-Trent, 1649. február 23. [keresztelés dátuma] – London, 1708. október 1.) angol barokk zeneszerző és orgonista, az angol opera egyik atyja. Munkásságát beárnyékolta tanítványának, Henry Purcellnek a hírneve és tehetsége. Ennek köszönhető, hogy amíg Purcell Dido és Aeneas-a hamar az angol zene klasszikusa lett, addig az utókor Blow egyetlen operáját, a Vénusz és Adoniszt csak 1902-ben fedezte fel, pedig Purcell operája nagyrészt ezen alapszik.

## Élete
Blow 1649-ben Newarkban látta meg a napvilágot. Zenei tanulmányait is az itteni Magnus Song Schoolban kezdte, majd 1660-ban felvették a Chapel Royal gyermekkarába és ezzel a St. James-palota magánkápolnájának kóristája lett. Itt Henry Cooke karnagy volt a mestere és hamar hírnévre tehetett szert. Valószínűleg részt vett II. Károly koronázásán is 1661-ben. Már szólistaként komponált, elsősorban himnuszokat.
1668-ban kinevezték a Westminsteri apátság orgonistájának, majd a következő évben a király virginál játékosa lett. 1674-ben nyerte el a Gentleman of the Chapel Royal és Master of the Children of the Chapel Royal címeket, az utóbbi posztot haláláig be is töltötte. Eközben pedagógiai tevékenységet is folytatott: a Chapel Royal gyermekkarának vezetőjeként a kórustagok általános és zenei képzéséért is felelős volt. Kezei alól kerültek ki a század legkiemelkedőbb angol komponistái, köztük Henry Purcell, aki a Chapel Royal elhagyása után is folytatta tanulmányait Blow-nál. Miután biztos megélhetésre tett szert, még 1674-ben megnősült. Feleségül vette Elizabeth Braddockot, aki öt gyermeküknek adott életet, majd házasságuk tizedik évében gyermekágyi lázban meghalt. 1677-ben elsőként kapta meg a Canterbury Egyetem Doctor of Music címét, majd a Királyi Kápolna egyik orgonista állását is elnyerte.
1679-ben lemondott a Westminsterben betöltött állásáról, tanítványa, Henry Purcell javára. 1687-ben a Szent Pál Katedrális karnagya, majd Purcell halála után ismét a Westminsteri Apátság orgonistája lett. 1699-ben elnyerte az ez évben létrehozott Composer of the Chapel Royal címet, majd a következő évben kiadta dalokból és vokális kamarazenei művekből álló kötetét Amphion Anglicus címmel. Nyolc évvel később, 1708-ban halt meg. A Westminster Apátságban temették el, nem messze Purcell sírjától.

## Munkássága
Blow ma elsősorban egyházzenei darabjairól ismert, manapság legtöbbet játszott műve a Salvator Mundi című igen hatásos himnusza. Tizennégy service és több száz himnusz maradt fenn tőle. Purcell-lel való hosszú együttműködése mindkettőjüknek hasznára vált: Blow kései dalai, mintha tudatosan építenének fiatal pályatársa hasonló műveire. Egyik legkiemelkedőbb műve pedig az Óda Henry Purcell halálára című költemény megzenésítése. Nyilvánvaló, hogy nem volt olyan nagyformátumú zeneszerző, mint Purcell, de művei több meglepetéssel szolgálnak, mint a tanítvány szerzeményei: tele vannak disszonáns, különös és váratlan harmónia fordulatokkal. Művészete egyfajta átmenetet képez az archaikusabb, késő reneszánsz - kora barokk angol zene és Purcell érett barokk stílusa, az angol aranykor zenéje között.
Blow több alkalmi színpadi zenét írt, valamint fennmaradt néhány hangszeres kompozíciója is. Egyetlen operájának, a Vénusz és Adonisznak a megzenésítése sok tekintetben meglepő és eredeti, a darab végkifejlete pedig igen megindító. Hiba volna az 1902-ben felfedezett darabot pusztán zenetörténeti érdekességnek tekinteni. Jelentőségét növeli, hogy ez az első ismert, teljesen végig komponált angol nyelvű opera.